# 孫玥
孫 玥（ソン ゲツ、中国語: 孙玥、1973年3月31日 - ）は、中華人民共和国の女子バレーボール選手。江蘇省南京市出身。
中国女子代表のエースとして活躍した。2007年3月に香港のバレーボール選手と結婚した。

## 球歴
- 1996年アトランタ五輪（銀メダル）
- 1998年世界選手権（銀メダル）
- 2000年シドニー五輪（5位）

## 所属チーム
- 中国ナショナルチーム （1993-2001年）
- アシステル・ノヴァーラ（2001-2004年）[3]